# Zólyom vármegye
Zólyom vármegye (szlovákul Zvolen) közigazgatási egység volt a Magyar Királyság északi részében. Jelenleg Szlovákia része.

## Földrajz
A vármegye területe nagyrészt hegység. Északon az Alacsony-Tátra, nyugaton a Nagy-Fátra, a kettő között pedig a Garam völgye található. Legfontosabb folyói a Garam és a Szalatna.
Északról Liptó vármegye, keletről Gömör-Kishont vármegye, délről Nógrád és Hont vármegyék, nyugatról pedig Turóc és Bars vármegyék határolták. 

## Történelem
A vármegye előzménye a 12. században alakult zólyomi erdőispánság volt. Eredetileg Árva, Turóc és Liptó vármegyék területét is magában foglalta. A négy vármegye a 14. században jött létre, mint nemesi vármegye.
1918-tól gyakorlatilag, majd 1920-tól hivatalosan is Csehszlovákia része lett. Az I. bécsi döntés nem érintette a vármegye területét. 1948-tól Hont és Gömör-Kishont vármegyék területével egyesült, így jött létre a ma is létező Besztercebányai kerület.

## Lakossága
A vármegye összlakossága 1910-ben 133.700 személy volt, ebből:
- 113.294 (84,74%) szlovák
- 16.509 (12,35%) magyar
- 2.124 (1,59%) német

## Közigazgatás

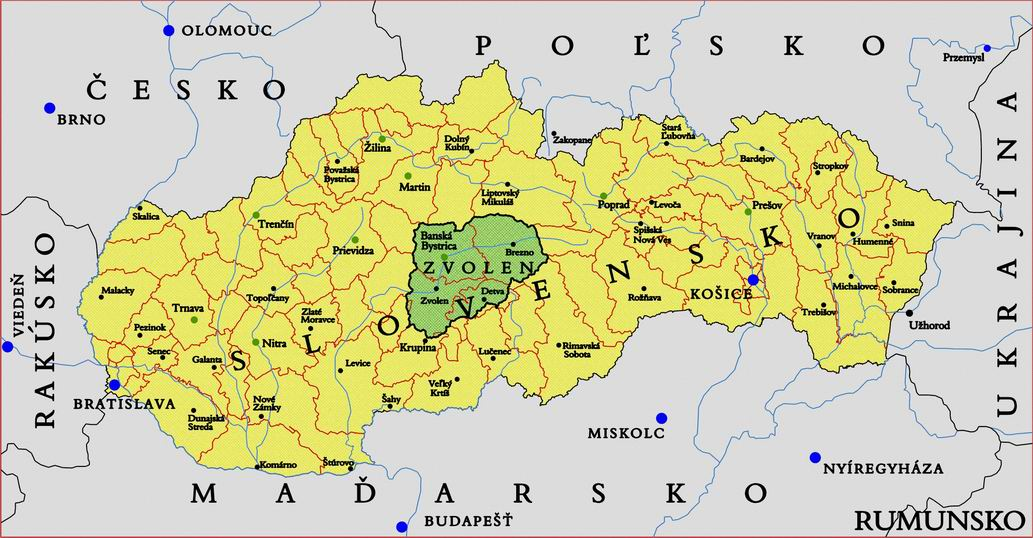
Zólyom vármegye fekvése a mai Szlovákián belül

A vármegye a következő négy járásra volt felosztva:
- Besztercebányai járás (székhelye Besztercebánya)
- Breznóbányai járás (Breznóbánya)
- Nagyszalatnai járás (Nagyszalatna)
- Zólyomi járás (Zólyom)

A megyéhez három rendezett tanácsú város tartozott:
- Besztercebánya
- Breznóbánya
- Zólyom